# Vječni derbi
Vječni derbi naziv je za nogometne utakmice između dva velika hrvatska rivala, splitskoga Hajduka i zagrebačkoga Dinama. Prva utakmica Hajduka i Dinama odigrana je 1946. godine dok je prva utakmica Hajduka i Građanskog odigrana 1913. godine. Do danas je odigrano 240 vječna derbija. Dinamo ima 105 pobjeda, Hajduk 73, a 62 susreta je završilo neodlučeno.

## Povijest

### Građanski i Hajduk
Vječni derbi hrvatskog nogometa između splitskog Hajduka i zagrebačkog Dinama najveće je i najznačajnije rivalstvo između dvaju klubova u Hrvatskoj. 
Rivalstvo splitskih bilih i zagrebačkih plavih traje od 1913. godine kada su Hajduk i Građanski odigrali prvu utakmicu.
U Zagrebu 23. ožujka 1913. godine na Uskrs odigrana je prva utakmica između Građanskog i Hajduka. Na igralištu Maksimir, Građanski je svladao Hajduk s 3:2, tim rezultatom započelo je rivalstvo, koje traje sve do današnjih dana.
U pismu posebnoga izvjestitelja s utakmice koje je stiglo u uredništvo lista Sloboda u Split se ističe: „Zagreb je Hajduka izvanredno primio, a publika nam je bila više nego blagonaklona.”
U nastavku, citiraju zagrebačke novine o utakmicama Hajduka u Zagrebu. Tako 'Novosti' pišu: "Hajduk je najbolja primorska momčad, a očevidno se nije snašla na utakmici na Uskrs, pa tako imamo tumačiti nezaslužen poraz sa HGŠK. Hajduk ima izvanredno agilne momke, pune ambicije, pa će nedvojbeno još daleko dotjerati." Još jedne zagrebačke novine, 'Obzor' pišu: "Igra Hajduka svježa i temperamentna. Sastav momčadi dobar, a umor od puta razlogom što Hajduk prvog dana podliježe sa 3:2, premda je u prvom poluvremenu vodio igru 2:0."
Samo godinu dana kasnije, zbog dolaska do Prvog svjetskog rata, obustavila se sva sportska djelatnost. Na drugu međusobnu utakmicu trebalo je pričekati čak šest godina, u novoj državi, Kraljevini Jugoslaviji, Hajduk je u svibnju 1919. godine ponovno doputovao u Zagreb na sraz s 'plavima'. 
Građanski i Hajduk su odigrali 27 derbija, a Građanski je ostvario 10 pobjeda, dok je Hajduk pobijedio 8 puta. 
Posljednja utakmica je odigrana 1941. prije obustave rada Hajduka zbog talijanske okupacije Splita, a nakon Drugog svjetskog rata staro rivalstvo dva kluba su nastavili Dinamo i Hajduk.

### Dinamo i Hajduk
Od 1946. godine do danas odigrano je 239 derbija. Dinamo ima 105 pobjedu, Hajduk 71, a 63 susreta je završilo neodlučeno.
U Jugoslaviji su odigrana 103 derbija, Dinamo je zabilježio 41 pobjedu, Hajduk 35, dok je 27 utakmica odigrano neodlučeno. 
Od osamostaljenja Hrvatske odigrano je 136 utakmica (uključujući kup, superkup i prvenstvo); Dinamo bilježi 64 pobjedu, Hajduk 38, a 34 je utakmica završilo bez pobjednika.
Najveću pobjedu ostvario je Hajduk, 0:6 u Zagrebu 3. travnja 1955. godine. Po dva pogotka postigli su hajdukovi igrači Bernard Vukas Bajdo, Joško Vidošević i Sulejman Rebac.
Najveću pobjedu Dinamo je ostvario 4. prosinca 2013. u četvrtfinalu Kupa kada je s 5:0 porazio Hajduk, a strijelci su bili dva puta Duje Čop te po jednom Šimunić, Fernándes i Halilović.

## Statistika

### Građanski – Hajduk
| Natjecanje                                             | Utakmice                                               | Pobjeda Građanskog                                     | Neriješeno                                             | Pobjeda Hajduka                                        | Pogodci Građanskog                                     | Pogodci Hajduka                                        |
| Austro-Ugarska, Kraljevina Jugoslavija (1913. – 1941.) | Austro-Ugarska, Kraljevina Jugoslavija (1913. – 1941.) | Austro-Ugarska, Kraljevina Jugoslavija (1913. – 1941.) | Austro-Ugarska, Kraljevina Jugoslavija (1913. – 1941.) | Austro-Ugarska, Kraljevina Jugoslavija (1913. – 1941.) | Austro-Ugarska, Kraljevina Jugoslavija (1913. – 1941.) | Austro-Ugarska, Kraljevina Jugoslavija (1913. – 1941.) |
| ------------------------------------------------------ | ------------------------------------------------------ | ------------------------------------------------------ | ------------------------------------------------------ | ------------------------------------------------------ | ------------------------------------------------------ | ------------------------------------------------------ |
| Prvenstvo                                              | 27                                                     | 10                                                     | 9                                                      | 8                                                      | 49[nedostaje izvor]                                    | 45[nedostaje izvor]                                    |
| Prijateljske                                           | 3                                                      | 2                                                      | 0                                                      | 1                                                      | 6[nedostaje izvor]                                     | 4[nedostaje izvor]                                     |
| Ukupno                                                 | 30                                                     | 12                                                     | 9                                                      | 9                                                      | 55[nedostaje izvor]                                    | 49[nedostaje izvor]                                    |

### Dinamo – Hajduk
| Natjecanje                  | Utakmice                    | Pobjeda Dinama              | Neriješeno                  | Pobjeda Hajduka             | Pogodci Dinama              | Pogodci Hajduka             |
| Jugoslavija (1946. – 1991.) | Jugoslavija (1946. – 1991.) | Jugoslavija (1946. – 1991.) | Jugoslavija (1946. – 1991.) | Jugoslavija (1946. – 1991.) | Jugoslavija (1946. – 1991.) | Jugoslavija (1946. – 1991.) |
| --------------------------- | --------------------------- | --------------------------- | --------------------------- | --------------------------- | --------------------------- | --------------------------- |
| Prvenstvo                   | 92                          | 33                          | 27                          | 32                          | 127[nedostaje izvor]        | 121[nedostaje izvor]        |
| Kup                         | 12                          | 8                           | 1                           | 3                           | 20[nedostaje izvor]         | 16[nedostaje izvor]         |
| Ukupno u Jugoslaviji        | 104                         | 41                          | 28                          | 35                          | 147[nedostaje izvor]        | 137[nedostaje izvor]        |
| Hrvatska (1992. – danas)    |                             |                             |                             |                             |                             |                             |
| Prva HNL/HNL                | 105                         | 48                          | 27                          | 30                          | 147[nedostaje izvor]        | 101[nedostaje izvor]        |
| Hrvatski kup                | 21                          | 12                          | 3                           | 6                           | 32[nedostaje izvor]         | 18[nedostaje izvor]         |
| Superkup                    | 10                          | 4                           | 4                           | 2                           | 16[nedostaje izvor]         | 9[nedostaje izvor]          |
| Ukupno u Hrvatskoj          | 137                         | 64                          | 35                          | 38                          | 195[nedostaje izvor]        | 128[nedostaje izvor]        |
| Ukupno                      | 240                         | 105                         | 62                          | 73                          | 342[nedostaje izvor]        | 265[nedostaje izvor]        |

### Stadioni
| Stadion                    | Utakmice | Pobjeda Dinama | Neriješeno | Pobjeda Hajduka | Pogodci Dinama      | Pogodci Hajduka    |
| -------------------------- | -------- | -------------- | ---------- | --------------- | ------------------- | ------------------ |
| Maksimir, Zagreb           | 117      | 68             | 28         | 21              | ?                   | ?                  |
| Poljud, Split              | 76       | 23             | 23         | 30              | ?                   | ?                  |
| Stari plac, Split          | 37       | 10             | 9          | 18              | ?                   | ?                  |
| Koturaška, Zagreb          | 4        | 1              | 1          | 2               | 5[nedostaje izvor]  | 7[nedostaje izvor] |
| Stadion JNA, Beograd       | 4        | 2              | 1          | 1               | 11[nedostaje izvor] | 6[nedostaje izvor] |
| Stadion Cibalije, Vinkovci | 1        | 1              | 0          | 0               | 1[nedostaje izvor]  | 0[nedostaje izvor] |
| Marakana, Beograd          | 1        | 0              | 0          | 1               | 0[nedostaje izvor]  | 1[nedostaje izvor] |
| Ukupno                     | 240      | 105            | 62         | 73              | ?                   | ?                  |

Zadnje ažurirano 18. prosinca 2023.

## Rezultati (1913. – 1945.)
1. 23. ožujka 1913., prijateljska, Građanski – Hajduk 3:2
2. 17. svibnja 1919., prijateljska, Građanski – Hajduk 2:0
3. 22. svibnja 1921., prijateljska, Hajduk – Građanski 2:1
4. 7. rujna 1924., liga, Hajduk – Građanski 4:4
5. 8. rujna 1924., liga, Hajduk – Građanski 5:0
6. 15. srpnja 1928., liga, Građanski – Hajduk 2:0[4]
7. 28. srpnja 1929., liga, Hajduk – Građanski 4:1
8. 29. rujna 1929., liga, Građanski – Hajduk 2:4
9. 21. lipnja 1931., liga, Građanski – Hajduk 2:1
10. 26. srpnja 1931., liga, Hajduk – Građanski 1:1
11. 11. listopada 1931., liga, Građanski – Hajduk 1:1
12. 6. prosinca 1931., liga, Hajduk – Građanski 1:1
13. 18. rujna 1932., liga, Hajduk – Građanski 3:0
14. 25. rujna 1932., liga, Građanski – Hajduk 2:2
15. 23. travnja 1933., liga, Hajduk – Građanski 2:0
16. 3. rujna 1933., liga, Građanski – Hajduk 0:2
17. 26. svibnja 1935., liga, Građanski – Hajduk 5:1
18. 11. kolovoza 1935., liga, Hajduk – Građanski 2:1
19. 10. siječnja 1937., liga, Hajduk – Građanski 0:1
20. 30. svibnja 1937., liga, Građanski – Hajduk 1:1
21. 26. rujna 1937., liga, Hajduk – Građanski 1:1
22. 27. ožujka 1938., liga, Građanski – Hajduk 3:2
23. 9. listopada 1938., liga, Hajduk – Građanski 0:1
24. 26. ožujka 1939., liga, Građanski – Hajduk 3:0
25. 12. studenog 1939., liga, Građanski – Hajduk 6:0
26. 7. travnja 1940., liga, Hajduk – Građanski 1:0
27. 12. svibnja 1940., liga, Hajduk – Građanski 0:2
28. 16. svibnja 1940., liga, Građanski – Hajduk 4:2
29. 24. studenoga 1940., liga, Hajduk – Građanski 1:1
30. 23. veljače 1941., liga, Građanski – Hajduk 4:4

## Rezultati (1946. − danas)
1. 1. travnja 1946., jugoslavenska liga, Hajduk – Dinamo 2:0
2. 8. rujna 1946., jugoslavenska liga, Dinamo – Hajduk 0:1
3. 16. ožujka 1947., jugoslavenska liga, Hajduk – Dinamo 2:1
4. 14. rujna 1947., jugoslavenska liga, Dinamo – Hajduk 2:1
5. 11. travnja 1948., jugoslavenska liga, Hajduk – Dinamo 0:2
6. 10. listopada 1948., jugoslavenska liga, Hajduk – Dinamo 1:2
7. 25. svibnja 1949., jugoslavenska liga, Dinamo – Hajduk 1:1
8. 9. travnja 1950., jugoslavenska liga, Dinamo – Hajduk 1:3
9. 15. listopada 1950., jugoslavenska liga, Hajduk – Dinamo 1:0
10. 17. prosinca 1950., jugoslavenski kup (polufinale), Dinamo – Hajduk 2:1
11. 8. travnja 1951., jugoslavenska liga, Dinamo – Hajduk 3:0
12. 9. rujna 1951., jugoslavenska liga, Hajduk – Dinamo 3:1
13. 18. svibnja 1952., jugoslavenska liga, Hajduk – Dinamo 1:1
14. 8. lipnja 1952., jugoslavenska liga, Dinamo – Hajduk 0:3
15. 23. studenoga 1952., jugoslavenska liga, Hajduk – Dinamo 2:0
16. 31. svibnja 1953., jugoslavenska liga, Dinamo – Hajduk 5:1
17. 11. listopada 1953., jugoslavenska liga, Hajduk – Dinamo 1:0
18. 4. travnja 1954., jugoslavenska liga, Dinamo – Hajduk 3:1
19. 27. listopada 1954., jugoslavenska liga, Hajduk – Dinamo 1:1
20. 3. travnja 1955., jugoslavenska liga, Dinamo – Hajduk 0:6
21. 16. studenoga 1955., jugoslavenska liga, Hajduk – Dinamo 1:1
22. 9. svibnja 1956., jugoslavenska liga, Dinamo – Hajduk 1:0
23. 22. kolovoza 1956., jugoslavenska liga, Dinamo – Hajduk 1:2
24. 24. ožujka 1957., jugoslavenska liga, Hajduk – Dinamo 3:0
25. 25. kolovoza 1957., jugoslavenska liga, Hajduk – Dinamo 5:1
26. 2. ožujka 1958., jugoslavenska liga, Dinamo – Hajduk 4:0
27. 12. listopada 1958., jugoslavenska liga, Dinamo – Hajduk 1:1
28. 12. travnja 1959., jugoslavenska liga, Hajduk – Dinamo 1:1
29. 8. studenoga 1959., jugoslavenska liga, Dinamo – Hajduk 1:0
30. 6. ožujka 1960., jugoslavenski kup (polufinale), Dinamo – Hajduk 2:1
31. 29. svibnja 1960., jugoslavenska liga, Hajduk – Dinamo 3:2
32. 27. studenoga 1960., jugoslavenska liga, Dinamo – Hajduk 1:4
33. 18. prosinca 1960., jugoslavenski kup (osmina finala), Hajduk – Dinamo 1:0
34. 21. svibnja 1961., jugoslavenska liga, Hajduk – Dinamo 4:1
35. 12. rujna 1961., jugoslavenska liga, Dinamo – Hajduk 2:3
36. 18. ožujka 1962., jugoslavenska liga, Hajduk – Dinamo 1:0
37. 2. prosinca 1962., jugoslavenska liga, Hajduk – Dinamo 1:4
38. 25. svibnja 1963., jugoslavenski kup (finale), Dinamo – Hajduk 4:1
39. 2. lipnja 1963., jugoslavenska liga, Dinamo – Hajduk 0:1
40. 13. listopada 1963., jugoslavenska liga, Dinamo – Hajduk 3:0
41. 12. travnja 1964., jugoslavenska liga, Hajduk – Dinamo 1:1
42. 12. studenoga 1964., jugoslavenska liga, Dinamo – Hajduk 2:0
43. 2. svibnja 1965., jugoslavenska liga, Hajduk – Dinamo 1:2
44. 12. prosinca 1965., jugoslavenska liga, Dinamo – Hajduk 1:1
45. 27. veljače 1966., jugoslavenski kup (osmina finala), Hajduk – Dinamo 3:4
46. 12. lipnja 1966., jugoslavenska liga, Hajduk – Dinamo 0:1
47. 23. listopada 1966., jugoslavenska liga, Dinamo – Hajduk 1:1
48. 21. svibnja 1967., jugoslavenska liga, Hajduk – Dinamo 0:0
49. 3. rujna 1967., jugoslavenska liga, Hajduk – Dinamo 2:0
50. 24. ožujka 1968., jugoslavenska liga, Dinamo – Hajduk 0:0
51. 20. listopada 1968., jugoslavenska liga, Dinamo – Hajduk 2:2
52. 11. svibnja 1969., jugoslavenska liga, Hajduk – Dinamo 2:1
53. 31. svibnja 1969., jugoslavenski kup (finale), Hajduk – Dinamo 3:3
54. 25. svibnja 1969., jugoslavenski kup (majstorica), Dinamo – Hajduk 3:0
55. 16. rujna 1969., jugoslavenski kup (finale, majstorica), Hajduk – Dinamo 0:3
56. 12. listopada 1969., jugoslavenska liga, Dinamo – Hajduk 3:1
57. 11. ožujka 1970., jugoslavenski kup (četvrtfinale), Dinamo – Hajduk 1:0
58. 3. svibnja 1970., jugoslavenska liga, Hajduk – Dinamo 0:1
59. 20. rujna 1970., jugoslavenska liga, Dinamo – Hajduk 0:1
60. 18. travnja 1971., jugoslavenska liga, Hajduk – Dinamo 3:1
61. 28. studenoga 1971., jugoslavenska liga, Dinamo – Hajduk 1:0
62. 25. svibnja 1972., jugoslavenski kup (finale), Hajduk – Dinamo 2:1
63. 4. lipnja 1972., jugoslavenska liga, Hajduk – Dinamo 1:5
64. 10. prosinca 1972., jugoslavenska liga, Dinamo – Hajduk 1:0
65. 17. lipnja 1973., jugoslavenska liga, Hajduk – Dinamo 1:1
66. 26. kolovoza 1973., jugoslavenska liga, Hajduk – Dinamo 2:3
67. 3. ožujka 1974., jugoslavenska liga, Dinamo – Hajduk 0:1
68. 28. kolovoza 1974., jugoslavenska liga, Dinamo – Hajduk 1:2
69. 16. ožujka 1975., jugoslavenska liga, Hajduk – Dinamo 0:0
70. 7. rujna 1975., jugoslavenska liga, Dinamo – Hajduk 0:1
71. 28. ožujka 1976., jugoslavenska liga, Hajduk – Dinamo 2:1
72. 25. svibnja 1976., jugoslavenski kup (finale), Hajduk – Dinamo 1:0
73. 11. rujna 1976., jugoslavenska liga, Hajduk – Dinamo 3:0
74. 3. travnja 1977., jugoslavenska liga, Dinamo – Hajduk 2:1
75. 14. kolovoza 1977., jugoslavenska liga, Hajduk – Dinamo 2:1
76. 7. prosinca 1978., jugoslavenska liga, Dinamo – Hajduk 0:0
77. 14. listopada 1978., jugoslavenska liga, Dinamo – Hajduk 2:2
78. 9. svibnja 1979., jugoslavenska liga, Hajduk – Dinamo 1:2
79. 5. rujna 1979., jugoslavenska liga, Hajduk – Dinamo 1:1
80. 11. svibnja 1980., jugoslavenska liga, Dinamo – Hajduk 1:0
81. 21. rujna 1980., jugoslavenska liga, Dinamo – Hajduk 2:1
82. 5. travnja 1981., jugoslavenska liga, Hajduk – Dinamo 3:1
83. 9. kolovoza 1981., jugoslavenska liga, Dinamo – Hajduk 0:0
84. 28. veljače 1982., jugoslavenska liga, Hajduk – Dinamo 1:2
85. 30. listopada 1982., jugoslavenska liga, Hajduk – Dinamo 2:2
86. 29. svibnja 1983., jugoslavenska liga, Dinamo – Hajduk 1:1
87. 4. prosinca 1983., jugoslavenska liga, Hajduk – Dinamo 1:1
88. 30. svibnja 1984., jugoslavenska liga, Dinamo – Hajduk 3:1
89. 9. prosinca 1984., jugoslavenska liga, Dinamo – Hajduk 2:2
90. 13. ožujka 1985., jugoslavenski kup, Dinamo – Hajduk 3:1
91. 30. lipnja 1985., jugoslavenska liga, Hajduk – Dinamo 2:4
92. 25. kolovoza 1985., jugoslavenska liga, Hajduk – Dinamo 1:0
93. 23. ožujka 1986., jugoslavenska liga, Dinamo – Hajduk 1:1
94. 17. kolovoza 1986., jugoslavenska liga, Hajduk – Dinamo 0:4
95. 1. ožujka 1987., jugoslavenska liga, Dinamo – Hajduk 3:3
96. 27. rujna 1987., jugoslavenska liga, Hajduk – Dinamo 0:2
97. 20. travnja 1988., jugoslavenska liga, Dinamo – Hajduk 1:1
98. 10. rujna 1988., jugoslavenska liga, Hajduk – Dinamo 4:1
99. 2. travnja 1989., jugoslavenska liga, Dinamo – Hajduk 1:0
100. 17. rujna 1989., jugoslavenska liga, Dinamo – Hajduk 2:0
101. 18. ožujka 1990., jugoslavenska liga, Hajduk – Dinamo 2:3
102. 13. listopada 1990., jugoslavenska liga, Dinamo – Hajduk 1:1
103. 27. travnja 1991., jugoslavenska liga, Hajduk – Dinamo 1:2
104. 14. ožujka 1992., 1. HNL, HAŠK Građanski – Hajduk 1:2
105. 9. svibnja 1992., 1. HNL, Hajduk – HAŠK Građanski 0:0
106. 15. studenoga 1992., 1. HNL, HAŠK Građanski – Hajduk 1:1
107. 19. svibnja 1993., Kup (finale), Hajduk – Croatia 4:1
108. 30. svibnja 1993., 1. HNL, Hajduk – Croatia 2:1
109. 2. lipnja 1993., Kup (finale), Croatia – Hajduk 2:1
110. 1. kolovoza 1993., Superkup, Croatia – Hajduk 4:4
111. 7. kolovoza 1993., Superkup, Hajduk – Croatia 0:0
112. 18. rujna 1993., 1. HNL, Hajduk – Croatia 4:2
113. 27. ožujka 1994., 1. HNL, Croatia – Hajduk 4:0
114. 24. srpnja 1994., Superkup, Hajduk – Croatia 1:0
115. 31. srpnja 1994., Superkup, Croatia – Hajduk 1:0, 11 m – 4:5
116. 27. studenoga 1994., 1. HNL, Croatia – Hajduk 1:0
117. 17. svibnja 1995., Kup (finale), Hajduk – Croatia 3:2
118. 24. svibnja 1995., 1. HNL, Hajduk – Croatia 3:1
119. 28. svibnja 1995., Kup (finale), Croatia – Hajduk 0:1
120. 24. rujna 1995., 1. HNL, Croatia – Hajduk 1:0
121. 17. prosinca 1995., 1. HNL, Hajduk – Croatia 2:1
122. 24. ožujka 1996., 1. HNL, Croatia – Hajduk 4:1
123. 28. travnja 1996., 1. HNL, Hajduk – Croatia 3:2
124. 22. rujna 1996., 1. HNL, Croatia – Hajduk 2:1
125. 13. travnja 1997., 1. HNL, Hajduk – Croatia 1:2
126. 22. kolovoza 1997., 1. HNL, Hajduk – Croatia 1:0
127. 18. veljače 1998., 1. HNL, Croatia – Hajduk 2:0
128. 29. ožujka 1998., 1. HNL, Croatia – Hajduk 2:1
129. 26. travnja 1998., 1. HNL, Hajduk – Croatia 1:1
130. 30. listopada 1998., 1. HNL, Hajduk – Croatia 1:1
131. 21. ožujka 1999., 1. HNL, Croatia – Hajduk 1:0
132. 25. travnja 1999., 1. HNL, Hajduk – Croatia 1:0
133. 19. svibnja 1999., 1. HNL, Croatia – Hajduk 1:1
134. 23. listopada 1999., 1. HNL, Hajduk – Croatia 1:1
135. 11. ožujka 2000., 1. HNL, Dinamo – Hajduk 0:0
136. 2. svibnja 2000., Kup (finale), Hajduk – Dinamo 2:0
137. 13. svibnja 2000., 1. HNL, Dinamo – Hajduk 3:1
138. 16. svibnja 2000., Kup (finale), Dinamo – Hajduk 1:0
139. 19. rujna 2000., 1. HNL, Hajduk – Dinamo 0:1
140. 3. prosinca 2000., 1. HNL, Dinamo – Hajduk 3:2
141. 14. travnja 2001., 1. HNL, Hajduk – Dinamo 3:1
142. 9. svibnja 2001., Kup (finale), Hajduk – Dinamo 0:2
143. 13. svibnja 2001., 1. HNL, Dinamo – Hajduk 1:0
144. 23. svibnja 2001., Kup (finale), Dinamo – Hajduk 1:0
145. 14. listopada 2001., 1. HNL, Dinamo – Hajduk 1:2
146. 7. travnja 2002., 1. HNL, Hajduk – Dinamo 2:1
147. 1. rujna 2002., 1. HNL, Hajduk – Dinamo 1:0
148. 1. prosinca 2002., 1. HNL, Dinamo – Hajduk 2:1
149. 12. travnja 2003., 1. HNL, Dinamo – Hajduk 0:1
150. 14. svibnja 2003., 1. HNL, Hajduk – Dinamo 4:1
151. 20. srpnja 2003., Superkup, Dinamo – Hajduk 4:1
152. 30. kolovoza 2003., 1. HNL, Dinamo – Hajduk 1:0
153. 6. prosinca 2003., 1. HNL, Hajduk – Dinamo 3:1
154. 3. travnja 2004., 1. HNL, Hajduk – Dinamo 0:0
155. 1. svibnja 2004., 1. HNL, Dinamo – Hajduk 3:1
156. 17. srpnja 2004., Superkup, Hajduk – Dinamo 1:0
157. 11. rujna 2004., 1. HNL, Dinamo – Hajduk 3:0
158. 5. prosinca 2004., 1. HNL, Hajduk – Dinamo 1:0
159. 11. rujna 2005., 1. HNL, Dinamo – Hajduk 0:0
160. 12. veljače 2006., 1. HNL, Hajduk – Dinamo 0:1
161. 15. travnja 2006., 1. HNL, Hajduk – Dinamo 1:0
162. 13. svibnja 2006., 1. HNL, Dinamo – Hajduk 1:0
163. 1. listopada 2006., 1. HNL, Hajduk – Dinamo 2:2
164. 24. veljače 2007., 1. HNL, Dinamo – Hajduk 2:1
165. 14. ožujka 2007., Kup (polufinale), Dinamo – Hajduk 1:0
166. 4. travnja 2007., Kup (polufinale), Hajduk – Dinamo 2:2
167. 19. svibnja 2007., 1. HNL, Dinamo – Hajduk 3:0
168. 7. listopada 2007., 1. HNL, Hajduk – Dinamo 1:2
169. 8. ožujka 2008., 1. HNL, Dinamo – Hajduk 1:0
170. 3. svibnja 2008., 1. HNL, Hajduk – Dinamo 1:1
171. 7. svibnja 2008., Kup (finale), Dinamo – Hajduk 3:0
172. 14. svibnja 2008., Kup (finale), Hajduk – Dinamo 0:0
173. 21. rujna 2008., 1. HNL, Dinamo – Hajduk 0:2
174. 22. veljače 2009., 1. HNL, Hajduk – Dinamo 2:0
175. 13. svibnja 2009., Kup (finale), Dinamo – Hajduk 3:0
176. 28. svibnja 2009., Kup (finale), Hajduk – Dinamo 3:0
177. 31. svibnja 2009., 1. HNL, Hajduk – Dinamo 2:2
178. 31. listopada 2009., 1. HNL, Hajduk – Dinamo 2:1
179. 24. ožujka 2010., Kup (polufinale), Dinamo – Hajduk 0:0
180. 7. travnja 2010., Kup (polufinale), Hajduk – Dinamo 1:0
181. 1. svibnja 2010., 1. HNL, Dinamo – Hajduk 0:0
182. 17. srpnja 2010., Superkup, Dinamo – Hajduk 1:0
183. 11. rujna 2010., 1. HNL, Hajduk – Dinamo 1:1[5]
184. 19. ožujka 2011., 1. HNL, Dinamo – Hajduk 2:0
185. 10. rujna 2011., 1. HNL, Hajduk – Dinamo 1:1
186. 17. ožujka 2012., 1. HNL, Dinamo – Hajduk 2:1
187. 29. rujna 2012., 1. HNL, Dinamo – Hajduk 3:1
188. 27. veljače 2013., 1. HNL, Hajduk – Dinamo 1:2
189. 26. svibnja 2013., 1. HNL, Dinamo – Hajduk 3:1
190. 6. srpnja 2013., superkup, Dinamo – Hajduk 1:1, 11 m – 5:2
191. 14. rujna 2013., 1. HNL, Hajduk – Dinamo 2:0
192. 1. prosinca 2013., 1. HNL, Dinamo – Hajduk 2:2[6]
193. 4. prosinca 2013., Kup (četvrtfinale), Dinamo – Hajduk 5:0
194. 18. prosinca 2013., Kup (četvrtfinale), Hajduk – Dinamo 1:2
195. 22. ožujka 2014., 1. HNL, Hajduk – Dinamo 0:2
196. 17. svibnja 2014., 1. HNL, Dinamo – Hajduk 3:0[7]
197. 31. kolovoza 2014., 1. HNL, Hajduk – Dinamo 2:3
198. 22. studenoga 2014., 1. HNL,  Dinamo – Hajduk 3:0[8][9]
199. 14. ožujka 2015., 1. HNL,  Hajduk – Dinamo 1:1[10]
200. 16. svibnja 2015., 1. HNL, Dinamo – Hajduk 4:0[11][12]
201. 12. srpnja 2015., 1. HNL, Dinamo – Hajduk 1:1[13]
202. 19. rujna 2015., 1. HNL, Hajduk – Dinamo 0:0[14]
203. 5. prosinca 2015. 1. HNL, Dinamo – Hajduk 2:1[15]
204. 16. ožujka 2016., Kup, Hajduk – Dinamo 0:2
205. 20. ožujka 2016., 1. HNL, Hajduk – Dinamo 1:0[16]
206. 6. travnja 2016., Kup, Dinamo – Hajduk 4:0
207. 10. kolovoza 2016., 1. HNL, Hajduk – Dinamo 0:4[17]
208. 2. listopada 2016., 1. HNL, Dinamo – Hajduk 0:0[18]
209. 17. prosinca 2016., 1. HNL,  Hajduk – Dinamo 0:1[19]
210. 22. travnja 2017., 1. HNL, Dinamo – Hajduk 0:2[20]
211. 6. kolovoza 2017., 1. HNL, Dinamo – Hajduk 3:1[21]
212. 21. listopada 2017., 1. HNL, Hajduk – Dinamo 2:2[22]
213. 18. veljače 2018., 1. HNL, Dinamo – Hajduk 0:1
214. 22. travnja 2018., 1. HNL, Hajduk – Dinamo 1:2
215. 23. svibnja  2018.   Kup (finale), Dinamo – Hajduk 1:0
216. 29. rujna 2018., 1. HNL, Hajduk – Dinamo 0:0
217. 16. prosinca 2018., 1. HNL, Dinamo – Hajduk 1:0
218. 3. travnja 2019., 1. HNL, Hajduk – Dinamo 0:1
219. 26. svibnja 2019., 1. HNL, Dinamo – Hajduk 3:1
220. 31. kolovoza 2019., 1. HNL, Hajduk – Dinamo 1:0
221. 22. studenoga 2019., 1. HNL, Dinamo – Hajduk 1:1
222. 4. ožujka 2020., 1. HNL, Hajduk – Dinamo 0:2
223. 12. srpnja 2020., 1. HNL, Dinamo – Hajduk 2:3
224. 12. rujna 2020., 1. HNL, Hajduk – Dinamo 1:2
225. 27. siječnja 2021., 1. HNL, Dinamo – Hajduk 3:1
226. 25. travnja 2021., 1. HNL, Dinamo – Hajduk 2:0
227. 5. svibnja 2021., 1. HNL, Hajduk – Dinamo 1:1
228. 5. prosinca 2021., 1. HNL, Dinamo – Hajduk 0:2
229. 12. ožujka 2022., 1. HNL, Hajduk – Dinamo 0:0
230. 19. travnja 2022., 1. HNL, Hajduk – Dinamo 1:0
231. 21. svibnja 2022., 1. HNL, Dinamo – Hajduk 3:1
232. 10. srpnja 2022., Superkup, Dinamo – Hajduk 0:0 (4:1 11 m)
233. 13. kolovoza 2022., HNL, Dinamo – Hajduk 4:1
234. 22. listopada 2022., HNL, Hajduk – Dinamo 1:1
235. 26. veljače 2023., HNL, Dinamo – Hajduk 4:0
236. 30. travnja 2023., HNL, Hajduk – Dinamo 0:0
237. 15. srpnja 2023., Superkup, Dinamo – Hajduk 1:0
238. 21. srpnja 2023., HNL, Dinamo – Hajduk 1:2
239. 1. listopada 2023., HNL, Hajduk – Dinamo 1:0
240. 17. prosinca 2023., HNL, Dinamo – Hajduk 0:0
241. 30. ožujka 2024., HNL, Hajduk – Dinamo 0:1
242. 3. travnja 2024., Kup, Hajduk – Dinamo 0:1
243. 13. rujna 2024., HNL, Dinamo – Hajduk 0:1
244. 1. prosinca 2024. HNL, Hajduk – Dinamo 1:0

## Plasman u prvenstvu

### Prvenstvo Kraljevine SHS
|              | 1923. | 23./24. | 24./25. | 25./26. | 26./27. | 27./28. | 28./29 | 29./30 | 30./31. | 31./32. | 32./33. | 34./35. | 35./36. | 36./37. | 37./38. | 38./39. | 39./40. |
| ------------ | ----- | ------- | ------- | ------- | ------- | ------- | ------ | ------ | ------- | ------- | ------- | ------- | ------- | ------- | ------- | ------- | ------- |
| Broj klubova | 6     | 7       | 7       | 7       | 6       | 6       | 5      | 6      | 6       | 8       | 11      | 10      | 14      | 10      | 10      | 12      | 6       |
| Građanski    | 1     | 1/4     | 2       | 1       | Kval.   | 1       | 5.     | Kval.  | 3.      | 1/4     | 6.      | 3.      | Boj.    | 1       | 3.      | 2       | 1       |
| Hajduk       | 1/4   | 2       | 1/4     | 1/2     | 1       | 2       | 1      | 3      | 4       | 2       | 2       | 6       | Boj.    | 2       | 7       | 4       | 5       |

### Prvenstvo Banovine Hrvatske, NDH, SRH
|              | 40./41. | 41./42. | 1942. | 42./43. | 43./44. | 44./45. | 1945. | 45./46. |
| ------------ | ------- | ------- | ----- | ------- | ------- | ------- | ----- | ------- |
| Broj klubova | 10      | 9       | 14    | 8       | 14      | 10      | 2     | 8       |
| Građanski    | 2       | 1       | 2     | 1       | 2       | N/O     | /     | 2       |
| Hajduk       | 1       | /       | /     | /       | /       | /       | 1     | 1       |

### Prvenstvo SFRJ
|              | 46/47 | 47/48 | 48/49 | 1950 | 1951 | 1952 | 52/53 | 53/54 | 54/55 | 55/56 | 56/57 | 57/58 | 58/59 | 59/60 | 60/61 | 61/62 | 62/63 | 63/64 | 64/65 | 65/66 | 66/67 | 67/68 | 68/69 |
| ------------ | ----- | ----- | ----- | ---- | ---- | ---- | ----- | ----- | ----- | ----- | ----- | ----- | ----- | ----- | ----- | ----- | ----- | ----- | ----- | ----- | ----- | ----- | ----- |
| Broj klubova | 14    | 10    | 10    | 10   | 12   | 12   | 12    | 14    | 14    | 14    | 14    | 14    | 12    | 12    | 12    | 12    | 14    | 14    | 15    | 16    | 16    | 16    | 18    |
| Dinamo       | 2     | 1     | 4     | 4    | 2    | 4    | 7     | 1     | 3     | 4     | 5     | 1     | 5     | 2     | 4     | 3     | 2     | 3     | 8     | 2     | 2     | 3     | 2     |
| Hajduk       | 4     | 2     | 3     | 1    | 3    | 1    | 2     | 4     | 1     | 12    | 3     | 9     | 7     | 5     | 3     | 5     | 11    | 10    | 12    | 13    | 7     | 4     | 6     |

|              | 69/70 | 70/71 | 71/72 | 72/73 | 73/74 | 74/75 | 75/76 | 76/77 | 77/78 | 78/79 | 79/80 | 80/81 | 81/82 | 82/83 | 83/84 | 84/85 | 85/86 | 86/87 | 87/88 | 88/89 | 89/90 | 90/91 |
| ------------ | ----- | ----- | ----- | ----- | ----- | ----- | ----- | ----- | ----- | ----- | ----- | ----- | ----- | ----- | ----- | ----- | ----- | ----- | ----- | ----- | ----- | ----- |
| Broj klubova | 18    | 18    | 18    | 18    | 18    | 18    | 18    | 18    | 18    | 18    | 18    | 18    | 18    | 18    | 18    | 18    | 18    | 18    | 18    | 18    | 18    | 19    |
| Dinamo       | 6     | 3     | 8     | 8     | 7     | 5     | 3     | 2     | 4     | 2     | 12    | 5     | 1     | 3     | 12    | 6     | 6     | 6     | 4     | 5     | 2     | 2     |
| Hajduk       | 7     | 1     | 10    | 9     | 1     | 1     | 2     | 8     | 3     | 1     | 5     | 2     | 3     | 2     | 5     | 2     | 4     | 8     | 13    | 3     | 3     | 6     |

### HNL
|              | 1992 | 92/93 | 93/94 | 94/95 | 95/96 | 96/97 | 97/98 | 98/99 | 99/00 | 00/01 | 01/02 | 02/03 | 03/04 | 04/05 | 05/06 | 06/07 |
| ------------ | ---- | ----- | ----- | ----- | ----- | ----- | ----- | ----- | ----- | ----- | ----- | ----- | ----- | ----- | ----- | ----- |
| Broj klubova | 12   | 16    | 18    | 16    | 12    | 16    | 12    | 12    | 12    | 12    | 16    | 12    | 12    | 12    | 12    | 12    |
| Dinamo       | 5    | 1     | 3     | 2     | 1     | 1     | 1     | 1     | 1     | 2     | 3     | 1     | 2     | 7     | 1     | 1     |
| Hajduk       | 1    | 2     | 1     | 1     | 2     | 2     | 2     | 3     | 2     | 1     | 2     | 2     | 1     | 1     | 5     | 2     |

|              | 07/08 | 08/09 | 09/10 | 10/11 | 11/12 | 12/13 | 13/14 | 14/15 | 15/16 | 16/17 | 17/18 | 18/19 | 19/20 | 20/21 | 21/22 |
| ------------ | ----- | ----- | ----- | ----- | ----- | ----- | ----- | ----- | ----- | ----- | ----- | ----- | ----- | ----- | ----- |
| Broj klubova | 12    | 12    | 16    | 16    | 16    | 12    | 10    | 10    | 10    | 10    | 10    | 10    | 10    | 10    | 10    |
| Dinamo       | 1     | 1     | 1     | 1     | 1     | 1     | 1     | 1     | 1     | 2     | 1     | 1     | 1     | 1     | 1     |
| Hajduk       | 5     | 2     | 2     | 2     | 2     | 4     | 3     | 3     | 3     | 3     | 3     | 4     | 5     | 4     | 2     |

## Treneri
Popis trenera koji su sudjelovali u derbijima od 1992. godine:
| trener      | utak. | pob. | neod. | por. | momčad         |
| Vulić       | 17    | 5    | 5     | 7    | Hajduk         |
| Katalinić   | 14    | 5    | 4     | 5    | Hajduk         |
| Blažević    | 11    | 2    | 4     | 5    | Dinamo, Hajduk |
| Kranjčar    | 9     | 5    | 1     | 3    | Dinamo         |
| Lončarević  | 7     | 1    | 1     | 5    | Dinamo         |
| Ivanković   | 6     | 4    | 1     | 1    | Dinamo         |
| Jurčić      | 6     | 2    | 3     | 1    | Dinamo         |
| Kuže        | 5     | 2    | 2     | 1    | Dinamo         |
| Bonačić     | 5     | 2    | 0     | 3    | Hajduk         |
| Poklepović  | 5     | 1    | 4     | 0    | Hajduk         |
| Dambrauskas | 5     | 2    | 1     | 2    | Hajduk         |
| Soldo       | 4     | 2    | 2     | 0    | Dinamo         |
| Jurčević    | 4     | 2    | 1     | 1    | Dinamo         |
| Vlak        | 4     | 2    | 1     | 1    | Dinamo         |
| Jarni       | 4     | 0    | 2     | 2    | Hajduk         |
| Jozić       | 3     | 2    | 0     | 1    | Hajduk         |
| Čačić       | 3     | 2    | 1     | 0    | Dinamo         |
| Gračan      | 2     | 2    | 0     | 0    | Dinamo         |
| Barić       | 2     | 2    | 0     | 0    | Dinamo         |
| Halilhodžić | 2     | 1    | 1     | 0    | Dinamo         |
| Zajec       | 2     | 1    | 1     | 0    | Dinamo         |
| Miše        | 2     | 1    | 1     | 0    | Hajduk         |
| Bedi        | 2     | 1    | 0     | 1    | Dinamo         |
| Slišković   | 2     | 1    | 0     | 1    | Hajduk         |
| Tudor       | 2     | 1    | 0     | 1    | Hajduk         |
| Vučević     | 2     | 1    | 0     | 1    | Hajduk         |
| Braović     | 2     | 1    | 0     | 1    | Dinamo         |
| Marković    | 2     | 0    | 1     | 1    | Dinamo         |
| Balakov     | 2     | 0    | 1     | 1    | Hajduk         |
| Matković    | 2     | 0    | 2     | 0    | Hajduk         |
| Buljan      | 2     | 0    | 0     | 2    | Hajduk         |
| Krstičević  | 2     | 0    | 0     | 2    | Hajduk         |
| Bilić       | 1     | 1    | 0     | 0    | Hajduk         |
| Reja        | 1     | 1    | 0     | 0    | Hajduk         |
| Ardiles     | 1     | 0    | 1     | 0    | Dinamo         |
| Nadoveza    | 1     | 0    | 1     | 0    | Hajduk         |
| Pudar       | 1     | 0    | 0     | 1    | Hajduk         |
| Gudelj      | 1     | 0    | 0     | 1    | Hajduk         |
| Krešić      | 1     | 0    | 0     | 1    | Hajduk         |
| Karoglan    | 1     | 0    | 1     | 0    | Hajduk         |

## Igrači s najviše nastupa
Ažurirano 18. prosinca 2023.
Izvor:
Dinamo Zagreb
- 1. Arijan Ademi – 37 nastupa
- 2. Dražen Ladić – 36 nastupa
- 3. Dominik Livaković – 30 nastupa
- 4. Igor Cvitanović – 28 nastupa
- 4. Mihael Mikić – 28 nastupa
- 4. Edin Mujčin – 28 nastupa

Hajduk Split
- 1. Frane Matošić – 30 nastupa
- 2. Srđan Andrić – 29 nastupa
- 3. Bernard Vukas – 28 nastupa
- 4. Ivica Hlevnjak – 27 nastupa
- 5. Ljubomir Kokeza – 26 nastupa
- 6. Lovre Kalinić – 25 nastupa

## Strijelci u derbijima

### Hajduk
- 6 golova
  - Mijo Caktaš
- 5 golova
  - Nenad Pralija
- 4 gola
  - Dean Računica
  - Srđan Andrić
  - Milan Rapaić
  - Tomislav Erceg
  - Nikola Kalinić
  - Marko Livaja
- 3 gola
  - Senijad Ibričić
  - Mladen Bartolović
- 2 gola
  - Mario Pašalić
  - Petar Krpan
  - Vlatko Đolonga
  - Zvonimir Deranja
  - Stanko Bubalo
  - Ivan Leko
  - Ivica Mornar
  - Ardian Kozniku
  - Ante Vukušić
  - Mario Čuić
- 1 gol
  - Tomislav Bušić
  - Igor Štimac
  - Darko Miladin
  - Igor Musa
  - Vik Lalić
  - Hrvoje Vuković
  - Jurica Vučko
  - Mladen Mladenović
  - Josip Skoko
  - Renato Jurčec
  - Aljoša Asanović
  - Niko Čeko
  - Mirsad Hibić
  - Ante Miše
  - Sebastjan Cimirotič
  - Pablo Munhoz
  - Mario Carević
  - Dario Damjanović
  - Drago Gabrić
  - Ante Rukavina
  - Emir Sahiti
  - Mario Vušković
  - Fran Tudor

### Dinamo
- 15 golova
  - Franjo Wölfl
- 7 golova
  - Eduardo da Silva
  - El Arbi Hillel Soudani
- 6 golova
  - Mario Gavranović
  - Mario Mandžukić
  - Marko Mlinarić
  - Junior Fernándes
- 5 golova
  - Ángelo Henríquez
  - Igor Cvitanović
  - Mark Viduka
- 4 gola
  - Silvio Marić
  - Tomislav Šokota
  - Luka Modrić
- 3 gola
  - Dario Zahora
- 2 gola
  - Ivan Krstanović
  - Branko Strupar
  - Dario Smoje
  - Boško Balaban
  - Goce Sedloski
  - Srđan Mladinić
  - Joško Jeličić
  - Dževad Turković
  - Josip Tadić
  - Davor Vugrinec
- 1 gol
  - Veldin Karić
  - Dumitru Mitu
  - Niko Kranjčar
  - Ivica Olić
  - Tomislav Gondžić
  - Igor Bišćan
  - Mario Cvitanović
  - Josip Šimić
  - Damir Krznar
  - Edin Mujčin
  - Alen Petrović
  - Josip Gašpar
  - Marko Mlinarić
  - Damir Lesjak
  - Alen Peternac
  - Goran Vlaović
  - Željko Adžić
  - Vjekoslav Škrinjar
  - Ivica Vrdoljak
  - Etto
  - Ante Ćorić

## Zanimljivosti
- Najbrže postignuti pogodak u prvenstvenom derbiju onaj je Milana Rapaića u Splitu sezone 1995./96. Postigao je pogodak već u 1. minuti.

- Crveni karton u derbiju nije ništa neobično, ali se posebno pamti onaj Dinamova Andersona Coste, koji je 15. travnja 2006. u Splitu ušao u 79. minuti, te nakon točno 10 sekundi zaradio izravno isključenje.

- U dosadašnjim derbijima u HNL-u više je golova palo iz jedanaesteraca, od toga čak 3 u derbiju 1. listopada 2006.

- Najviše prvenstvenih derbija između ova dva kluba odigrao je Edin Mujčin (24).

- Prije osnutka Dinama, dok je Građanski bio glavni rival Hajduka, zabilježen je jedan Vječni derbi, koji je igran 7. i 8. rujna 1924. U prvoj je utakmici rezultat prije kraja bio 3:3, ali se zbog nevremena odgodila za sutra, kad je pao još po jedan gol na svakoj strani. U majstorici, isti dan, Hajduk je slavio s 5:0.

- Jasmin Agić i Mario Carević imaju najviše žutih kartona u povijesti ovog derbija (9).

- Željko Širić je sudio najviše derbija (11).

- Tri su derbija odigrana u dvorani. Bilo je to tijekom Dvoranskih prvenstava 1. HNL, sezona 2006./07. i 2007./08. Svaka momčad ima po jednu pobjedu, dok je jedan susret završio neodlučeno.

- Prvi hat-trick postigao je Dinamov Eduarda da Silve na proslavi naslova prvaka 19. svibnja 2007.

- Na derbiju u Splitu 7. listopada 2007. Dinamo je prvi put nastupio u rezervnim dresovima.